# Martin Dougiamas
Martin Dougiamas (n. 20 august 1969, Perth, Australia) este un pedagog și un cercetător în domeniul informaticii, care în prezent locuiește în  Perth, Australia.
Acesta a lucrat cu modele socialiste de predare și învățare on-line și s-a ocupat de dezvoltarea platformei open source de învățare Moodle.
Dougiamas este fondatorul și CEO-ul companiei Moodle Pty Ltd, înființată în 1999, care se ocupă de software-ul Moodle. (abrevierea de la englezescul Modular Object-Oriented Dynamic Learning Environment). 

Moodle este o platformă creată cu scopul de a facilita modul de predare al profesorilor prin crearea de cursuri online. Aceste cursuri se bazează pe interacțiune și pe întemeierea colaborativă a conținutului educațional. 
Serviciile sunt oferite prin MoodleCloud și prin Moodle Mobile App, contribuind la extinderea funcționalității Moodle la dispozitivele mobile. 

## Primii ani
Fiind născut în deșert, în Australia de Vest, Martin Dougiamas a studiat de acasă în primii săi ani din viață. Aflându-se la 1000 km distanță de școala la care era repartizat, School of the Air, din Kalgoorlie, acesta și-a realizat educația primară printr-o formă de învățământ la distanță. Martin a fost nevoit să comunice prin aparat radio cu unde scurte, iar la fiecare câteva săptămâni documentele necesare îi erau trimise printr-un avion. Mai târziu, familia lui s-a mutat la Perth și a urmat școala primară West Balcatta și liceul Balcatta din suburbiile de nord. În cadrul unui interviu din 2010, acesta a afirmat că acest mod de învățământ neobișnuit a fost un rol semnificativ în fondarea platformei de învățare online.  

În timpul studiilor pentru masterat și doctorat, Dougiamas a început dezvoltarea setului de intrumente online care aveau să constituie Moodle.

## Despre Moodle
Proiectul tezei de doctorat a lui Dougiamas a fost intitulat „Utilizarea software-ului Open Source pentru sprijinirea unei epistemologii specialiste de predare și învățare în comunitățile online de anchetă reflexivă”. Inițial, Moodle a fost creat drept experiment în cadrul tezei sale de doctorat dar adoptarea vastă a acestui subiect nu l-a lăsat să se oprească la nivelul de lucrare de cercetare.
În 2015, Moodle a devenit cel mai cunoscut sistem de management al învățării, cu cel mai mare număr de utilizatori. În 2018, platforma se bucură de  înregistrarea a 105 352 de site-uri, cu 139 966 695 de useri, în 229 de teritorii din întreaga lume. 

Organizarea platformei Moodle se realizează prin mai multe feluri de plugin-uri:
- activități interactive;
- categorii de resurse;
- tipuri de întrebări;
- teme grafice;
- moduri de înscriere și autentificare;
- filtre de conținut. [5]

## Publicații
- Dougiamas, M. and Taylor, P.C. (2003) Moodle: Using Learning Communities to Create an Open Source Course Management System. Proceedings of the EDMEDIA 2003 Conference, Honolulu, Hawaii.
- Dougiamas, M. and Taylor, P.C. (2002) Interpretive analysis of an internet-based course constructed using a new courseware tool called Moodle. Proceedings of the Higher Education Research and Development Society of Australasia (HERDSA) 2002 Conference, Perth, Western Australia.
- Taylor, P.C., Maor, D. & Dougiamas, M. (2001) Monitoring the Development of a Professional Community of Reflective Inquiry via the World Wide Web, Teaching and Learning Forum 2001, Curtin University of Technology.
- Dougiamas, M. and Taylor, P.C. (2000) Improving the effectiveness of tools for Internet-based education, Teaching and Learning Forum 2000, Curtin University of Technology.
- Fairholme, E., Dougiamas, M. and Dreher, H. (2000) Using on-line journals to stimulate reflective thinking, Teaching and Learning Forum 2000, Curtin University of Technology.
- Dougiamas, M. (1992) Data-Driven Reconstruction of Planar Surfaces from Range Images, Computer Science Honours Dissertation, Curtin University of Technology, Perth, Australia.

## Premii și nominalizări
În 2004, Dougiamas a fost descris de Brent Simpson ca fiind „unul dintre puținele cazuri în dezvoltarea platformelor open-source în care persoana potrivită cu personalitatea potrivită apare exact la momentul potrivit; Martin Dougiamas este Linus Torvalds din lumea LMS, iar software-ul lui este Linux al acestui software.” 

În 2008, Martin a fost căștigătorul premiului Google-O'Reilly Open Source, din categoria Education Enabler.  

În 2016, Dougiamas a primit un doctorat onorific la Universitatea din Vic- Universitatea Centrală Din Catalonia „pentru contribuția sa la platformele open-source prin crearea Moodle.”

În 2018, Martin Dougiamas a primit un doctorat onorific la Universitatea Catolică din Leuven. 

## Legături externe
- en Writings, research papers and home page